# 윤용운
윤용운(1980년 ~ )은 대한민국의 스포츠 캐스터다. 2007년 삼성생명배 여자프로농구(WKBL) 겨울리그에서 스포츠캐스터로 활동했다. 그 후 여러 종목의 스포츠 캐스터로 활동하였으며, 현재는 우리V카드 2007-2008 여자프로농구를 WKBL TV에서 중계하고 있다.